# 마르마라 지역

마르마라 지역

마르마라 지역(튀르키예어: Marmara Bölgesi)은 튀르키예 북서부에 위치한 지역으로 면적은 72,845km2, 인구는 21,887,360명(2010년 기준)이다. 튀르키예에서 면적이 가장 작고 인구가 가장 많은 지역이며 튀르키예 전체 면적의 약 8.6%, 튀르키예 전체 인구의 약 30%를 차지한다.
마르마라해가 지역 중심부를 흐르며 지역 이름 또한 여기서 유래된 이름이다. 서쪽으로는 그리스, 에게해, 북쪽으로는 불가리아, 흑해, 동쪽으로는 흑해 지역, 남동쪽으로는 중앙아나톨리아 지역, 남쪽으로는 에게해 지역과 접한다. 1941년 앙카라에서 열린 지리학 회의에 공식적으로 처음 등장했으며 당시에는 튀르키예를 4개 지역으로 구분했다.

## 주

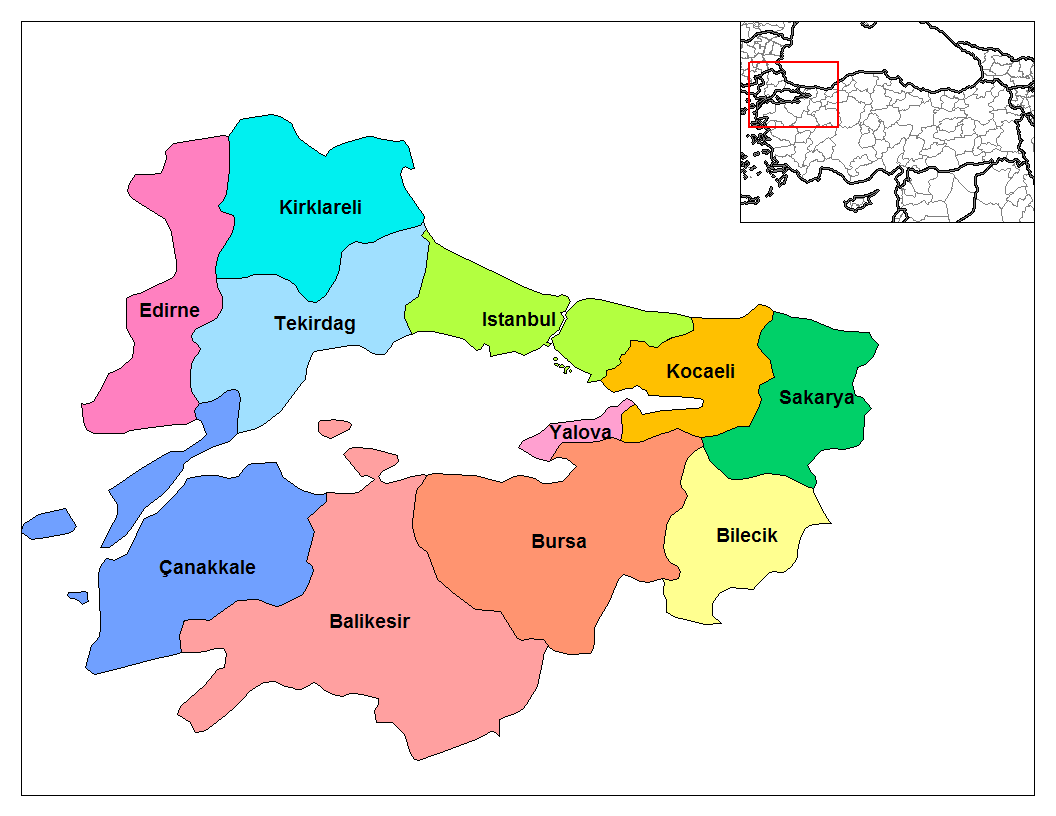
마르마라 지역에 속하는 주

- 발리케시르주
- 빌레지크주
- 부르사주
- 차나칼레주
- 에디르네주
- 이스탄불주
- 키르클라렐리주
- 코자엘리주
- 사카리아주
- 테키르다주
- 얄로바주

## 지리
울루다산이 위치하며 지중해성 기후와 온난 습윤 기후를 띤다. 보스포루스 해협과 마르마라해, 다르다넬스 해협을 경계로 유럽과 아시아로 나뉜다.

## 같이 보기
- 동트라키아
- 마르마라해
- 다르다넬스 해협
- 보스포루스 해협
- 튀르키예의 지역
- 튀르키예의 주